# Apollinarij Michajlovič Vasnecov
Apollinarij Michajlovič Vasnecov (in russo Аполлинарий Михайлович Васнецов?; Rjabovo (oggi Oblast' di Kirov), 6 agosto 1856 – Mosca, 23 gennaio 1933) è stato un pittore russo.
Famoso per le sue vedute storiche di Mosca nel medioevo e per essere stato fratello di Viktor Michajlovič Vasnecov.

## Biografia
Vasnetsov fu un pittore ed un'artista della grafica. Non ricevette alcuna educazione artistica formale ma la studiò sotto suo fratello maggiore Viktor Vasnecov, il famoso pittore russo. Dal 1883 visse assieme a suo fratello a Abramcevo dove venne influenzato dall'artista Vasilij Polenov. Negli anni 1898-1899 viaggiò attraverso l'Europa. In aggiunta agli epici paesaggi naturali russi, Apollinarij Vasnecov creò un suo genere di ricostruzione dei paesaggi storici sulla base di informazioni storiche ed archeologiche. I suoi dipinti presentano una visuale di Mosca in età medievale. Fu un membro del Peredvižniki dal 1899 e un accademico dal 1900. Fu uno dei fondatori e supervisori della rivista Unione degli artisti russi. 

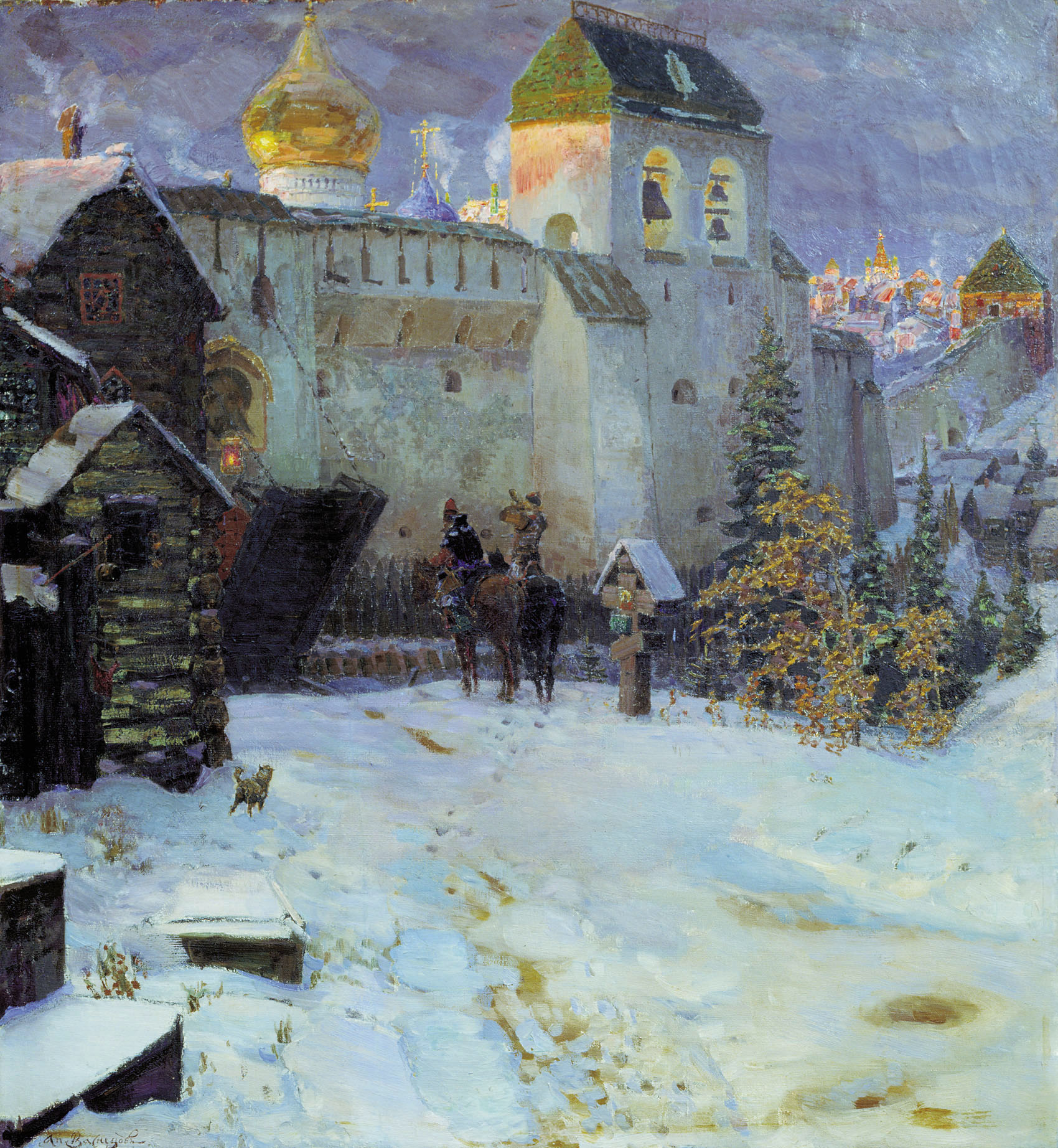
Antica città russa

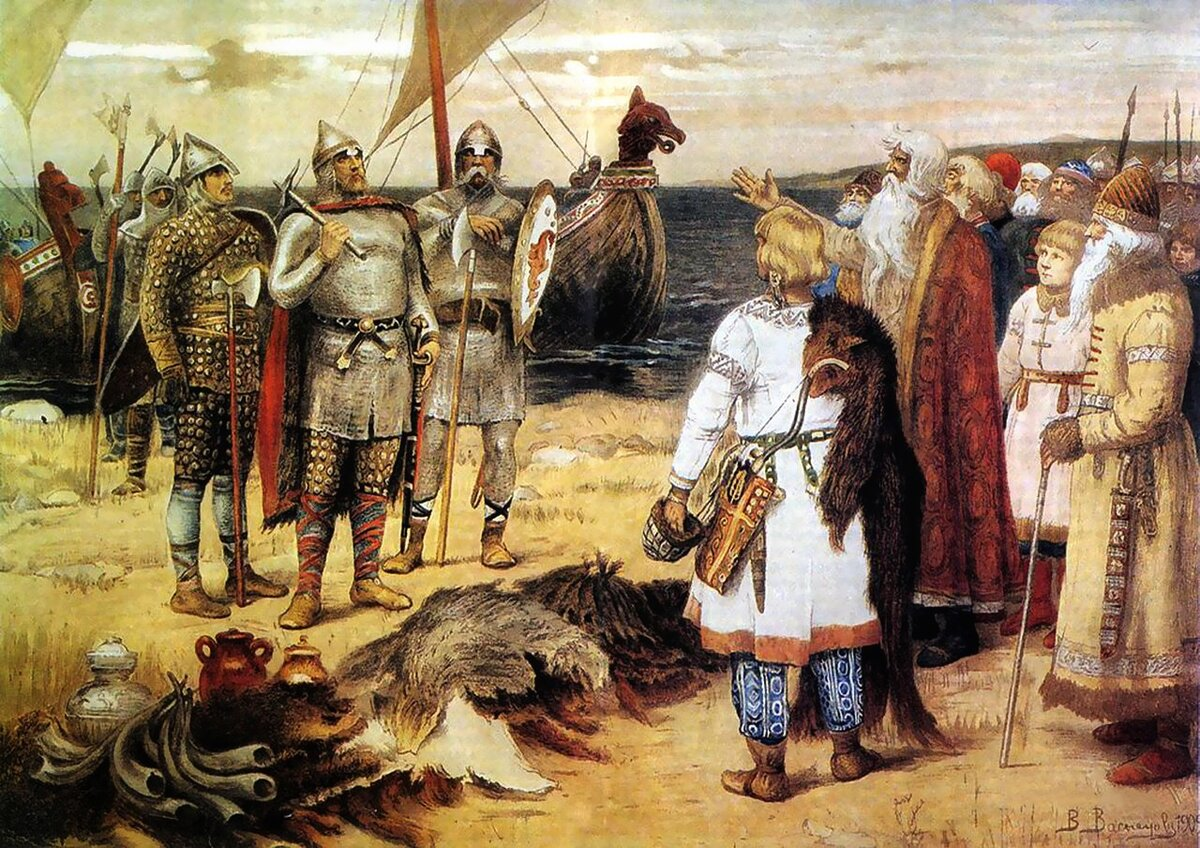
L'approdo di Rurik con i fratelli Sineus e Truvor al Lago Ladoga, dipinto di Apollinarij Michajlovič Vasnecov

## Curiosità
L'asteroide 3586 Vasnetsov, scoperto dall'astronoma sovietica Ljudmila Žuravlёva nel 1978 è stato così battezzato in onore di due fratelli Viktor e Apollinarij Vasnecov.